# Kanonisches Territorium

Weltkarte mit den Kanonischen Territorien autokephaler und autonomer orthodoxer Jurisdiktionen (2022); hellrosa: Moskauer Patriarchat (Russisch-Orthodoxe Kirche)

Kanonisches Territorium (Каноническая территория, Kanonitscheskaja territorija) ist ein kirchenrechtlicher Begriff der Orthodoxie. Er hat besonders für die Russisch-Orthodoxe Kirche (ROK) und ihre ökumenischen Beziehungen Bedeutung.  
Historisch geht das Konzept auf die Alte Kirche zurück, in der die Christenheit ungeteilt war und je ein Bischof für seine Diözese zuständig war. Die Kirche existierte konkret als ein je nach Region unterschiedlich dicht geknüpftes Netz von Bischofssitzen, wobei die Bischöfe in Gemeinschaft miteinander standen. In der weiteren historischen Entwicklung bildete die Kirche ihre regionale Gliederung entsprechend den Strukturen des Römischen Reiches aus. Diese Tradition wurde in der Orthodoxie fortgeführt, so dass die ROK im 20. Jahrhundert die Grenzen von Bistümern und Metropolien so zog, dass sie mit den staatlichen Verwaltungseinheiten der Sowjetunion übereinstimmten.
Im Jahr 2000 legte die ROK die Grenzen ihres kanonischen Territoriums in der Weise fest, dass damit das Gebiet der ehemaligen Sowjetunion mit Ausnahme von Georgien und Armenien abgedeckt war, sowie China, die Mongolei und Japan. Belarus (Exarchat) und die Ukraine, Lettland, Moldova und Estland haben eine Art von kirchlicher Selbstverwaltung, aber keine Autonomie im Sinne des orthodoxen Kirchenrechts.
Aus der Sicht der ROK ist das kanonische Territorium ein Gebiet, in dem sie allein berechtigt ist, Mission und Evangelisation zu betreiben. Areligiöse Menschen, die in diesem Territorium leben, werden als „potentiell orthodoxe Gläubige“ angesehen, die eigentlich der ROK angehören sollten, auch wenn sie (etwa als Folge sowjetischer Erziehung) keine Kirchenmitglieder sind. Gemeindegründungen anderer Kirchen auf ihrem kanonischen Territorium werden von der ROK als Proselytismus bekämpft.